# Michel-Henri Carpentier
Pour les articles homonymes, voir Carpentier.
Michel-Henri Carpentier, né le 16 janvier 1931 à Estaires dans le Nord et mort le 3 décembre 2023 à Chaville, est un ingénieur et scientifique français qui a principalement œuvré dans le domaine du radar.

## Biographie

### Origines et formation
Michel-Henri Carpentier est né le 16 janvier 1931 à Estaires dans le département du Nord, du mariage de Charles Carpentier, agent général de Caisse d’Épargne et de Louisa Smagghue.
Après des études au collège Jeanne d'Arc de Lille, il intègre le lycée Faidherbe. Michel-Henri Carpentier est ancien élève de l’École polytechnique (promotion 1950) puis diplômé à la fois de l’École nationale supérieure de l'aéronautique (promotion 1955) et de l’École supérieure d'électricité (promotion 1956).
Le 10 août 1953, il épouse Francine Outtier. De ce mariage, naissent trois enfants.
Il meurt le 3 décembre 2023 à Chaville, âgé de 92 ans.

### Carrière professionnelle

#### Au ministère de la Défense
Ingénieur de l'armement, Michel-Henri Carpentier commence sa carrière professionnelle au sein des services techniques du ministère de la Défense : ingénieur militaire de l'Air en 1952, il est employé au Service technique des télécommunications de l'air (STTA) de 1956 à 1962 où il est notamment  chargé d'études et recherches en composants électroniques.
En 1962, il est nommé expert international en radar au secrétariat international de l'Organisation du traité de l'Atlantique nord (OTAN).

#### Au sein du groupe Thomson-CSF
En 1964, il est nommé directeur technique de la société Cotelec et en 1967, directeur technique de la Division des radars de surface de la société Thomson-CSF.
Au sein du groupe Thomson-CSF, il est nommé en 1974 directeur technique de la branche des Équipements électroniques, puis directeur technique en 1975, directeur technique général du Groupe en 1978 et directeur technique et scientifique en 1986.

### Enseignement
Michel-Henri Carpentier enseigne la théorie du radar dans douze établissements d'enseignement supérieur dont cinq à l'étranger.
En France, il enseigne notamment à l’École nationale supérieure de l'aéronautique et de l'espace (ENSAé) de 1958 à 1970, à l'Institut supérieur d'électronique de Paris (ISEP) de 1960 à 1974, à l'École supérieure d'électricité (ESE) de 1963 à 1981, à l'École nationale supérieure de techniques avancées (ENSTA) de 1969 à 1989 et à l'École d'ingénieurs Louis de Broglie de 1992 à 1996.

### Animation de sociétés savantes
Fin 1977, Michel-Henri Carpentier est élu « Fellow Member » de l'Institute of Electrical and Electronics Engineers (IEEE), distinction remise aux personnalités qui ont apporté une contribution personnelle majeure à l'avancement de l'électricité et de l'électronique ; dans son cas, il reçoit cette distinction pour « son travail de pionnier dans les domaines du radar et du traitement de l'information ». Il a présidé ensuite la section française de l'IEEE. En 1993, il est promu « Honorary Fellow » de l'Institution of Electrical Engineers (en) (IEE) en Grande-Bretagne,.
Depuis 1990, il est membre de l'Académie nationale de l'air et de l'espace devenue en 2007 Académie de l'air et de l'espace, dont il est « membre émérite ».
Il est premier vice-président puis président de la Société de l'électricité, de l'électronique et des technologies de l'information et de la communication (SEE) de 1992 à 1994,.
Il a présidé le chapitre de Paris de l'Armed Forces Communications and Electronics Association (en) (AFCEA), il a été membre du Conseil scientifique de défense.
Il est président d'honneur du Collège de polytechnique et membre émérite de l'Association aéronautique et astronautique de France(AAAF).

## Publications
Michel-Henri Carpentier est l'auteur de plusieurs ouvrages et articles consacrés au radar. Il est notamment l'auteur du chapitre consacré au radar dans l'Encyclopædia Universalis.

### Ouvrages
- Radars - Bases modernes
Publié en 1962 dans sa première édition, l'ouvrage a été remanié plusieurs fois. La sixième édition est publiée en 1990 aux éditions Masson  (ISBN 978-2-22582-131-8)
Cet ouvrage est né du cours polycopié Radars - Philosophie et Principes rédigé en 1961.
Ce cours a été publié en librairie sous le nom Radars - Théories modernes en 1962 et traduit en russe Sovetskoye radio en 1965.
L'ouvrage est remanié et la deuxième édition est publiée en 1966 sous le titre Radars - Concepts nouveaux et traduit en anglais en 1968 par Gordon and Breach Science Publishers sour le titre Radars - New Concepts.
L'ouvrage est de nouveau remanié et la troisième édition est publiée en 1977  (ISBN 2-22548-224-1), puis la quatrième en 1981. Cette édition est traduite en chinois en 1984 et en anglais en 1988 par Artheth House Inc. sous le titre Principles of modern radar systems.
- Éléments constitutifs du radar - Compléments à la théorie du radar, éditions ENSTA, première édition en 1972  (ISBN 2-72250-256-9)
- Le Radar, no 381 dans la collection Que sais-je ?, première édition en 1987  (ISBN 978-2-13040-151-3). Cet ouvrage vient remplace l'ouvrage de no 381 ayant le même titre et dû à Pierre David.
- (en) (en coll.) The Microwave Engineering Handbook. Vol. 2: Microwave circuits, antennas and propagation, Chapman & Hall, London, 1993  (ISBN 978-0-41245-670-1)

### Articles
- Le filtrage dans la détection, in revue L'Onde Électrique, novembre 1971, p. 827 à 836
- Les applications au radar des antennes à balayage électronique, in actes du congrès Électron. Fisc. Appli, volume 16, no 3, 1973, p. 388-396
- Le radar : hier, aujourd'hui, demain, in revue Navigation de mai 178, p. 160-170
- Chapitre Radar de l'Encyclopædia Universalis, p. 581 à 586 du tome 15 de l'édition 1985.
- (en) Present and future evolution of radars, in Microwave Journal, juin 1985, p. 32 à 64
- Les débuts du radar en France, in Revue scientifique et technique de défense, no 55 de mars 2002, p. 91-99

## Distinctions
Michel-Henri Carpentier est commandeur de l'ordre national du Mérite,.
En 1969, il est lauréat du Grand prix de l'électronique Général Ferrié,, prix remis à un ingénieur ou chercheur, dégagé de ses obligations civiques qui a fait une contribution significative à la radioélectricité ou aux technologies associées.
Il est titulaire de la médaille de vermeil des transmissions, de la médaille d'or du département d'Ille-et-Vilaine et du Third Millenium Award de l'IEEE.

## Pour approfondir